# Окем
Окем (англ. Oakham) — главный город церемониального неметропольного графства Ратленд, Англия. Население — 9 975 человек.

## География
К востоку от Окема расположено одно из крупнейших водохранилищ Великобритании Ратленд-Уотер.

## Экономика
Железнодорожная станция Окем находится на пересечении линий «Birmingham to Peterborough Line» и «Oakham to Kettering Line». Здесь проходят маршруты компаний «CrossCountry» и «East Midlands Trains»:
- «CrossCountry»: Нью-Стрит, Бирмингем — Лестер — Мелтон Моубри — Окем — Стамфорд — Питерборо — Лондон-Станстед[3].
- «East Midlands Trains»: Мелтон Моубри — Окем — Корби — Сент-Панкрас, Лондон[4].

Автодорога «A6003» (Окем — Аппингем — Корби —  Кеттеринг) ведёт к югу от города. Дорога «A606» (Ноттингем — Мелтон Моубри — Окем — Стамфорд) пересекает город в направлении с северо-запада на восток.
Окемский канал был построен в 1802 году и до 1847 года обеспечивал доступ к реке Сор через систему каналов Мелтон Моубри.
Город относится к почтовому району Лестера, которому соответствует код «LE».

## Политика и власть
Совет графства Ратленд находится в Океме. Исполняет функции и полномочия как совета графства так и районного совета, то есть является унитарным. Состоит из двадцати шести депутатов, избранных в шестнадцати избирательных округах. Окем представляет в совет восемь депутатов, избранных в четырёх округах: «Северо-Западный Окем», «Северо-Восточный Окем», «Юго-Восточный Окем», «Юго-Западный Окем», по два от каждого.
Пожарно-спасательная станция в городе относится к пожарно-спасательной службе Лестершира.
Окем имеет дружественные связи с городом Доджвиль в американском штате Висконсин.

## Культура
Окемский Замок был построен в конце XII века в нормандском стиле в качестве усадьбы нормандского барона Волчелин де Феррерса. В честь замка был назван один из корветов королевского флота типа «Касл». Существует традиция согласно которой представители высшей аристократии, впервые побывав в городе, отдавали подкову хозяину замка. Подкова изображена на гербе рода де Феррерс, на гербе и флаге графства Ратленд.
Церковь всех святых построена в XIV веке. Реставрирована в 1857-1858 годах архитектором Джорджем Гилбертом Скоттом.
Торговые ряды «баттеркросс» сохранились со времён средневековья.
Музей графства Ратленд открыт в 1969 году. Экспонаты и выставки музея описывают историю, археологию и быт графства. 
В пяти километрах к северо-востоку от города в деревне Коттесмор расположен Железнодорожный музей Ратленд.

## Образование
Окемская совместная школа для учеников в возрасте от десяти до восемнадцати лет основана в 1584 году вместе со школой в Аппингеме. Ежегодная плата за обучение — от пяти до двадцати восьми тысяч фунт стерлингов. «Кетмоуз Колледж» в Океме для учащихся от одиннадцати до шестнадцати лет открыт в 1920 году. В «Ратленд Каунти Колледж» получают образование студенты старше шестнадцати.

## Известные жители
- Стюарт Брок — профессиональный игрок в крикет.
- Титус Оутс — авантюрист, сфабриковал Папистский заговор.
- Джеффри Хадсон — карлик при дворе Генриетты Марии Французской.

## Галерея
- Пожарно-спасательная станция.
- Торговые ряды «баттеркросс».
- Музей графства Ратленд. Вход.
- Коллекция подков в Окемском замке.
- Церковь всех святых.